# Agnese Lāce

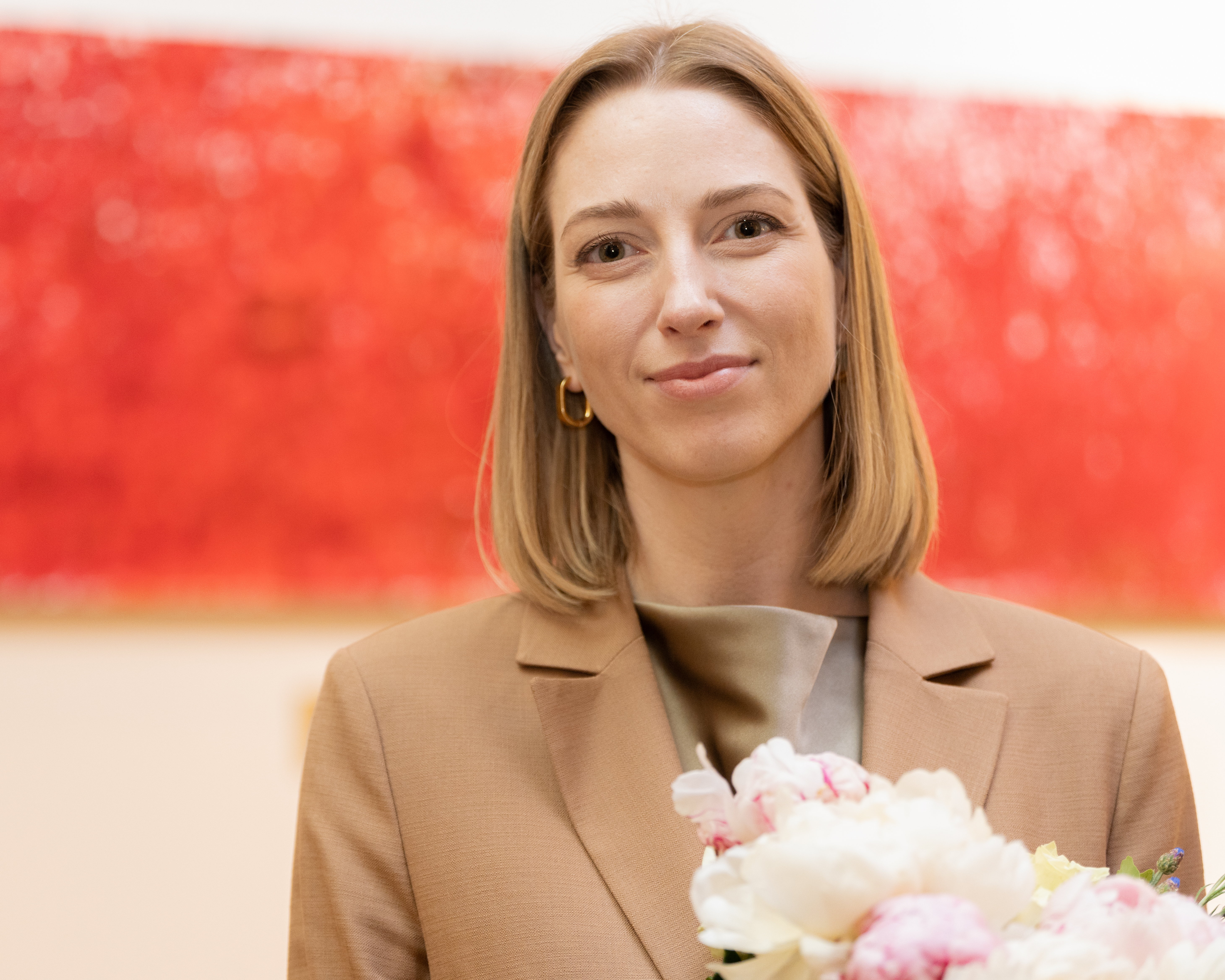
Agnese Lāce (2024)

Agnese Lāce (* 23. August 1987 in Talsi) ist eine lettische Politikerin der linksgrünen Partei Progresīvie (P). Seit dem 20. Juni 2024 ist sie Kulturministerin ihres Heimatlandes im Kabinett Siliņa.

## Herkunft und Ausbildung
Agnese Lāce wurde 1987 in Talsi, in der Region Kurland, geboren. Nach ihrer Schulausbildung in Ogre mit einem Auslandsjahr in den USA, absolvierte sie ab 2006 ein Studium der Politikwissenschaften in Lettland und verschiedenen Universitäten im europäischen Ausland (Bachelor  2009, Master 2011). Später war sie als Forschungsassistentin im Bereich Soziologie (Master 2013) und Aktivistin bei der UN und anderen Organisationen im Bereich der Migration tätig. Ab 2013 war sie Doktorandin an der Koç Üniversitesi in Istanbul.

## Politikerin
Bereits im Rahmen ihrer Ausbildung war Agnese Lāce von 2009 bis 2010 im lettischen Gesundheitsministerium und 2010 bis 2011 im Außenministerium tätig. Im Jahr 2012 folgte ein Praktikum in der lettischen Botschaft in den Niederlanden.
Von 2023 bis 2024 war sie die parlamentarische Staatssekretärin im Ministerium für Kultur bei ihrer Parteikollegin Agnese Logina. Nach deren Rücktritt übernahm sie am 20. Juni 2024 das Ministerium. Kurz zuvor hatte sie noch bei den Wahlen zum Europäischen Parlament kandidiert, bei denen sie (aufgrund des hohen Listenplatzes) jedoch nicht gewählt wurde. Im November 2024 übernahm sie (zusammen mit Andris Šuvajevs) den Vorsitz ihrer Partei.

## Privates
Agnese Lāce ist mit dem in Kanada geborenen, in den 2000er Jahren nach Lettland remigrierten, Pauls Miklaševičs verheiratet und Mutter einer Tochter. Neben ihrer Muttersprache beherrscht sie zahlreiche weitere Sprachen (Russisch, Niederländisch, Deutsch, Türkisch und Spanisch).